# 貴格希爾 (紐約州)
貴格希爾（英語：Quaker Hill）是位於美國紐約州達奇斯縣的非建制地區。

## 歷史
貴格希爾的郵局於1818年設立，其後於1938年停運。

## 地理
貴格希爾所處的海拔為高於海平面369米（即1211英呎），而該地所採用的時區為UTC-5，即北美东部时区（EST）。同時該地設有夏令時間，為UTC-5調快一小時，即UTC-4（EDT）。